# Меморіальний кубок
Меморіальний кубок — хокейний трофей, котрий вручається переможцю фіналу чотирьох Канадської хокейної ліги. Право поборотися за кубок здобувають переможці трьох ліг, що входять до КХЛ (ОХЛ, ЗХЛ, ГЮХЛК) та господарі змагань. Переможець оголошується чемпіоном Канади з хокею із шайбою серед молоді.

## Історія
Меморіальний кубок був представлений Онтарійською хокейною асоціацією (ОХА) в березні 1919 року та названий так в пам'ять про загиблих під час першої світової війни канадських солдатів.
Трофей призначався чемпіону Канади з хокею серед юніорів. З 1934 року, коли канадський молодіжний хокей був поділений на два класи («А» і «В»), Меморіальний кубок завойовувала найкраща команда з сильнішого класу «А». В 1971 році з класу «А» з-поміж інших були виділені три найсильніші ліги (ОХЛ, ГЮХЛК, ЗХЛ), котрі в 1975 році об'єдналися в Канадську хокейну лігу. Починаючи з 1972 року саме представники цих трьох ліг боролися за Меморіальний кубок та звання чемпіонів Канади з хокею серед молоді.
За більш ніж 90 років історії розіграшу кубку, формат змагань змінювався декілька разів. З 1972 року три команди, котрі перемогли в своїх лігах, для визначення переможця грали круговий турнір, за підсумками якого два перші колективи потрапляли у фінал. Переможець фінальної зустрічі отримував Меморіальний кубок. З 1983 року в боротьбі за головний трофей змагаються чотири колективи. З тих пір формат фіналу чотирьох є незмінним.
В 1983 році турнір став міжнародним, оскільки вперше з часів проведення, фінал відбувався за межами Канади, а саме в Портленді, штат Орегон, Сполучені Штати Америки. В тому розіграші перемогли господарі, команда Портленд Вінтер Гокс, ставши першою командою не з Канади, котра виграла Меморіальний кубок.
2008 року з кубком стався неприємний інцидент. Під час вручення нагороди команді-переможниці турніру, кубок розламався навпіл в руках капітана команди Спокен Чифс Кріса Братона. Як виявилося потім, це була лише копія трофею, тоді як оригінал зберігається в Торонто в залі хокейної слави.

## Формат турніру
Сучасний формат турніру передбачає участь чотирьох команд. Однією з них стає господар змагань. Трьома іншими учасниками стають переможці своїх ліг.
Спочатку всі чотири клуби грають круговий турнір, за підсумками якого перша за набраними очками команда напряму потрапляє до фіналу. Другий учасник фінального протистояння визначається у поєдинку між командами, що посіли 2-е та 3-є місця після першого етапу. Але у разі, якщо 3-я та 4-а команди одержали однакову кількість перемог (не важливо в основний час гри чи в овертаймі) між ними проводиться додатковий матч для визначення другого півфіналісту.
У разі нічиєї після закінчення основного часу гри, на будь-якій стадії змагань, доля поєдинку вирішується в овертаймі.
Володар Меморіального кубку визначається в єдиному фінальному поєдинку команд, котрі туди потрапили.

## Трофеї турніру чотирьох
- Стеффорд Смайт Трофі (MVP турніру)
- Ед Чіновет Трофі (найкращий бомбардир)
- Джордж Парсонс Трофі (джентльмен)
- Хеп Емс Трофі (найкращий голкіпер)

Також за підсумками турніру визначається команда «всіх зірок».